# トッカータ、アダージョとフーガ
トッカータ、アダージョとフーガ ハ長調（ドイツ語：Toccata, adagio und Fugue C-Dur）BWV564は、ヨハン・ゼバスティアン・バッハが作曲したオルガン曲。

## 概要
ヴァイマル時代（1708年 - 1714年）の頃の作品といわれており、アダージョなどにヴィヴァルディのイタリア協奏曲様式の影響がうかがえる。後にブゾーニによってピアノ用に編曲されている。

## 構成
トッカータ
ハ長調、4分の4拍子。
長いペダル・ソロのあと、合奏を思わせる華々しい和声部に入り、最後は壮大に締めくくっている。
アダージョ
イ短調、4分の4拍子。
左手のオクターブの伴奏音型に乗って、右手で奏でられる甘美で哀愁を帯びた旋律が印象的な曲。終わり近くでグラーヴェとなってハ長調に転調する。
フーガ
ハ長調、8分の6拍子。
一転して陽気で明るい雰囲気のものとなっている。後期の作品と比べて緩やかな対位法で構成されている。